# Kölner Snooker Club
Der Kölner Snooker Club ist ein Snookerverein aus Köln. Der 2004 gegründete Verein gewann 2006 den deutschen Mannschaftspokal.

## Geschichte
| Platzierungen (seit 2004) | Platzierungen (seit 2004) | Platzierungen (seit 2004) |
| Saison                    | Liga                      | Platz                     |
| ------------------------- | ------------------------- | ------------------------- |
| 2004/05                   | BLMR-Oberliga             | 1                         |
| 2005/06                   | 2. Bundesliga Nord        | 3                         |
| 2006/07                   | 2. Bundesliga Nord        | 1                         |
| 2007/08                   | 1. Bundesliga             | 8                         |
| 2008/09                   | 2. Bundesliga Süd         | 3                         |
| 2009/10                   | 2. Bundesliga Nord        | 4                         |
| 2010/11                   | 2. Bundesliga Süd         | 2                         |
| 2011/12                   | 1. Bundesliga             | 7                         |
| 2012/13                   | 2. Bundesliga Nord        | 6                         |
| 2013/14                   | 2. Bundesliga Süd         | 4                         |
| 2014/15                   | 2. Bundesliga Süd         | 3                         |
| 2015/16                   | 2. Bundesliga Nord        | 2                         |
| 2016/17                   | 2. Bundesliga Nord        | 4                         |
| 2017/18                   | 2. Bundesliga Nord        | 5                         |
| 2018/19                   | 2. Bundesliga Nord        | 4                         |
| 2019/20                   | 2. Bundesliga Nord        | 4                         |
| 2020/21                   | 2. Bundesliga Nord        | –                         |
| 2021/22                   | 2. Bundesliga Süd         | 8                         |
| 2022/23                   | Oberliga NRW              |                           |

Der Kölner Snooker Club wurde 2004 gegründet. In der Saison 2004/05 stieg er als Mittelrheinmeister in die 2. Bundesliga auf. Beim deutschen Mannschaftspokal erreichte er 2005 das Halbfinale. In seiner ersten Zweitligasaison verpasste der Club als Drittplatzierter mit zwei Punkten Rückstand auf den Relegationsplatz noch knapp den Aufstieg. In der Saison 2006/07 erreichte er hingegen den ersten Platz und schaffte damit den Aufstieg in die 1. Bundesliga. 2006 gewann der Verein im Finale gegen den PBC Völklingen den deutschen Mannschaftspokal, 2007 verlor er im Finale gegen die Barmer Billardfreunde. In der 1. Bundesliga 2007/08 stieg der Kölner Snooker Club als Achtplatzierter in die zweite Liga ab. 13 der 14 Ligaspiele dieser Saison verloren die Kölner, lediglich am zwölften Spieltag konnten sie sich mit 5:4 gegen den SC Memmingen durchsetzen. In den beiden folgenden Spielzeiten belegte der Verein in der 2. Bundesliga den dritten beziehungsweise vierten Platz. 2008, 2009 und 2010 erreichte er beim deutschen Pokalwettbewerb jeweils das Halbfinale.
In der Saison 2010/11 erreichte der Verein in der zweiten Liga den zweiten Platz. In der Relegation zur 1. Bundesliga verpassten die Kölner als Zweitplatzierter zunächst den Aufstieg. Da der PSC Kaufbeuren seine Bundesligamannschaft zur folgenden Spielzeit jedoch zurückzog, stieg der Kölner Snooker Club als Nachrücker in die erste Liga auf. In der Saison 2011/12 belegte die nun mit Lasse Münstermann verstärkte Mannschaft mit neun Punkten den siebten Platz und stieg damit ab. Der einzige Sieg in dieser Spielzeit gelang den Kölnern am zehnten Spieltag, als sie den 1. DSC Hannover mit 6:2 besiegten. In der folgenden Saison schaffte der Verein in der zweiten Liga als Sechstplatzierter, punktgleich mit dem Absteiger BSC Harlingerode, nur knapp den Klassenerhalt. In den beiden folgenden Spielzeiten wurde man Vierter beziehungsweise Dritter, bevor man in der Saison 2015/16 mit vier Punkten Rückstand auf Snooker Ilmenau Zweiter wurde und sich damit erneut für die Relegation qualifizierte. In der Aufstiegsrunde musste sich der Kölner Snooker Club jedoch dem BC Schwarz-Blau Horst-Emscher und dem BV Villingen-Schwenningen geschlagen geben und blieb damit in der zweiten Liga.
Die folgenden vier Spielzeiten beendete die Mannschaft jeweils im Tabellenmittelfeld auf dem vierten oder fünften Platz, so auch die aufgrund der COVID-19-Pandemie nach acht Spieltagen abgebrochene Saison 2019/20. Nachdem die folgende Spielzeit pandemiebedingt ausgefallen war, folgte in der Saison 2021/22 mit dem achten Platz der Abstieg in die Oberliga NRW. Zum ersten Mal seit 17 Jahren spielt der Kölner Snooker Club somit in der Saison 2022/23 in der dritten Spielklasse.
2005 wurde mit Itaro Santos erstmals ein Spieler des Kölner Snooker Clubs Deutscher Meister im Einzel.

## Aktuelle und ehemalige Spieler
(Auswahl)
- Sorush Akhavan
- Abdullah Alkhaffaf
- Evan Hamah Ali
- Roland Baltrusch
- Nicolas Georgopoulos
- Fabian Grube
- Lukas Hilger
- Serno Kerp
- Thomas Kleineberg
- Leon Knauer
- Reinhard Kuth
- Sergey Markin
- Dieter Meyer
- Michael Meyer
- Lasse Münstermann
- Florian Müzel
- Itaro Santos[18]
- Harald Schröter
- Habib Shalchian
- Taras Uljantschenko
- Maik Wothe
- Florian Wortmann
- Sebastian Zittermann